# Bremse (Eisenbahn)
Eine fahrzeugeigene Bremse (Abkürzung: Br) bei der Eisenbahn und bei sonstigen Bahnen hat ähnliche Wirkprinzipien wie die gemeinhin bekannten Bremsenarten. Die Besonderheit besteht bei Eisenbahnen in der Verwendung solcher Bremsen auf Grund der Aufgabe, mehrere gekuppelte Fahrzeuge i. d. R. von einem Führerstand aus sicher zu bremsen.

## Erste Entwicklungen

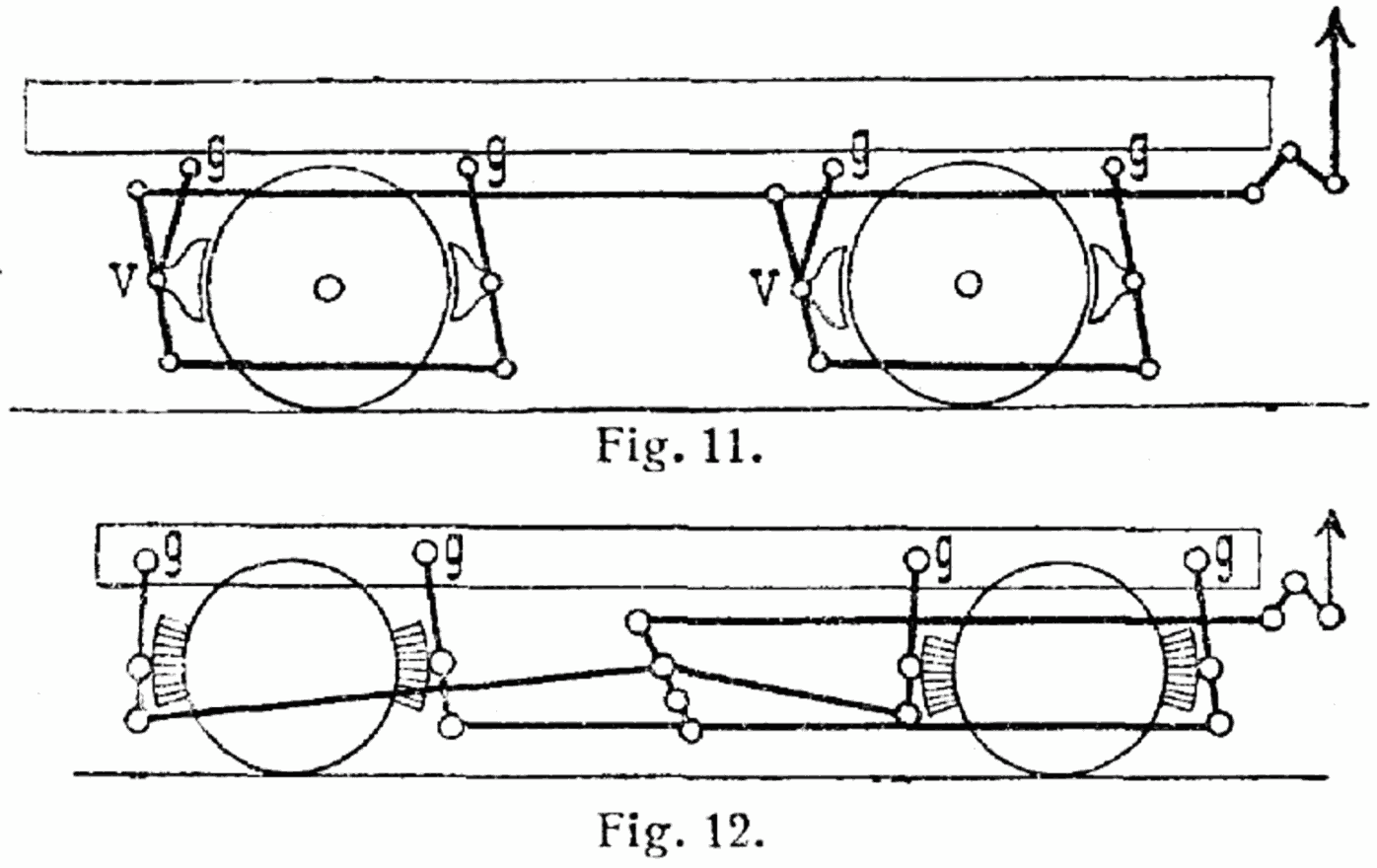
Historische Bremse mit von Hebeln über Stangen angedrückten Bremsklötzen,
zwei Gestänge-Bauarten

In der Anfangszeit der Eisenbahn bestanden die Bremseinrichtungen aus Hebeln, die auf hölzerne Bremsklötze wirkten. Gebremst wurden nur die Wagen und Schlepptender der Lokomotiven. Später wurden die Bremsklötze wie bei Straßenfahrzeugen mit Kurbeltrieben gegen die Lauflächen der Radreifen gedrückt. Dafür fuhren Bremser auf mehreren oder allen Wagen eines Zuges mit, die nach Pfeifsignalen des Lokführers die Bremsen bedienten. Wegen der erforderlichen Sicht- und Hörverbindung erhielten die Wagen mit Bremse in der Regel zu Anfang offene Bremsersitze auf dem Dach und später als Wetterschutz hochliegende Bremserhäuser. Schlepptender – bei Tenderlokomotiven die Maschinen selbst – wurden unabhängig von den Wagen mit einer Wurfhebelbremse, die vom Heizer bedient wurde, gebremst.
Um den Reisenden die Möglichkeit zu geben, das Lokomotivpersonal zum Anhalten des Zuges zu bewegen, wurde eine durch den ganzen Zug verlaufende Klingelleine eingeführt, die beim Ziehen daran auf der Lokomotive eine Glocke betätigte.
Eine erste zu allen oder einigen Wagen durchgehende Bremse war die Heberleinbremse. Sie wird über ein Seil, das über die Dächer der Wagen (in einigen Fällen und generell bei Rollwagen auf Rahmenhöhe) verlief, betätigt und mit einer Haspel auf dem Führerstand der Lokomotive betätigt. Zum Bremsen wird diese Leine entspannt. Dadurch werden Reibräder auf Gegenräder auf den drehenden Radsatzwellen gedrückt, und diese drücken über einen weiteren Mechanismus die Bremssohlen gegen die Radsätze. Um die Bremsen zu lösen, spannt der Triebfahrzeugführer dieses Seil, wodurch die Reibradverbindungen unterbrochen werden. Reißt das Seil, wird der Zug automatisch gebremst. Die Heberleinbremse erfüllt die grundlegenden, heute noch gültigen Anforderungen an eine Zugbremse.
Eine nur durch Verwenden eines durchgehenden Bremsseils ähnliche Bremsbauart ist die Görlitzer Gewichtsbremse. Sie ist keine Servobremse, sondern hier stammt die Bremskraft direkt von den Gewichten. Sie wirken über Hebel direkt aufs Bremsgestänge. Das Spannen des ebenfalls durchlaufenden Bremsseils unterbricht auch hier die Bremse, doch legen die Bremsen beim Nachlassen des Seilzugs durch das Senken der Gewichte an. Auch die Görlitzer Gewichtsbremse legt beim Reißen des Seils an, damit wird auch hier in gefährlichen Situationen automatisch gebremst. Die Bremshaspel der Görlitzer Gewichtsbremse war in einigen Fällen im Zugführerabteil der Gepäckwagen angeordnet, der Zugführer bediente sie nach Pfeifsignalen des Lokführers.
Eine weitere, der Heberlein-Bremse ähnlichere Bauart war die kontinuierliche Schraubenradbremse des Systems Schmid.

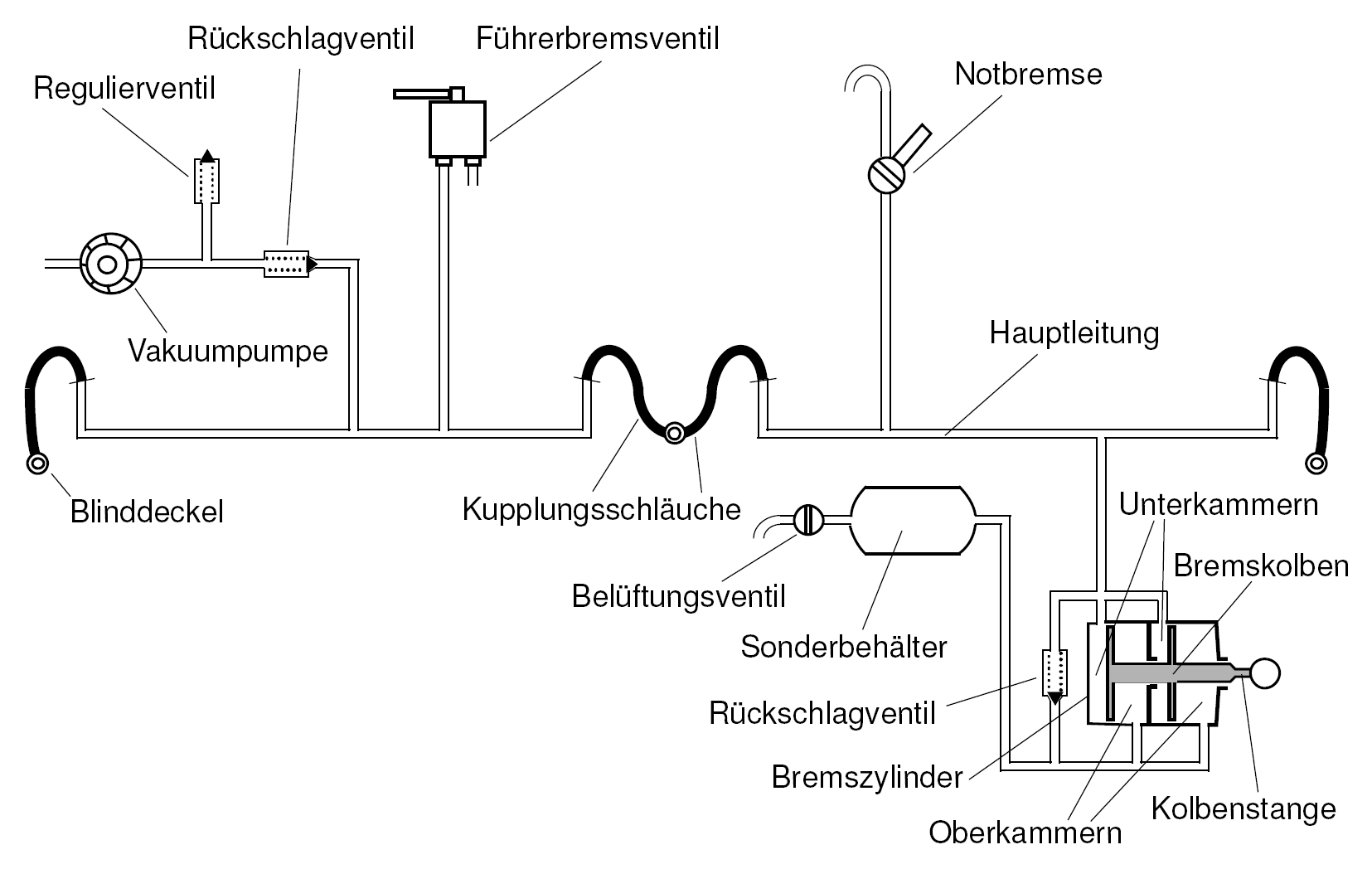
Prinzip der Saugluftbremse, wie sie bei der Rhätischen Bahn und der Matterhorn-Gotthard-Bahn immer noch eingesetzt wird.

Ab Mitte der 1870er Jahre entwickelte man die Saugluft- oder Vakuumbremse. Sie kam auf beinahe allen Arten von Bahnen (Bergbahnen, Regelspur- und Schmalspurbahnen sowie Straßenbahnen) zum Einsatz. Bei dieser wird durch einen Unterdruck in einer durchgehenden Saugleitung die mit Federn vorgespannte Bremse gelöst. Durch Verringerung des Unterdrucks im Bremszylinder kann die Bremsleistung reguliert werden. Bei einer Zugtrennung sprechen die Bremsen in beiden Zugteilen selbsttätig an. Der größte Nachteil, der die weitere Verwendung verhinderte, sind die wegen des im Vergleich zur Druckluftbremse geringeren Druckunterschiedes erforderlichen großen Bremszylinder und bei Dampflokomotiven der hohe Dampfverbrauch der nach dem Injektorprinzip arbeitenden Luftsauger. Insbesondere auf Schmalspur- und Gebirgsbahnen wurde die Saugluftbremse viele Jahrzehnte eingesetzt, weil sie sich wegen ihrer durch die Zweikammerwirkung generellen Mehrlösigkeit für lange Gefällestrecken besser eignete als die anfangs nur einlösigen Druckluftbremsen. Die Rhätische Bahn und die Matterhorn-Gotthard-Bahn in der Schweiz beispielsweise benutzen sie bis heute.
Um den Nachteil der großen Bremszylinder bei Saugluftbremsen zu umgehen, wurden Dampflokomotiven mit Dampfbremsen ausgerüstet. Hier wird der Bremszylinder der Lokomotive mit Dampf aus dem Kessel beaufschlagt. Nachteil der Dampfbremse ist ihre nachlassende Bremswirkung durch Abkühlung und Kondensation.
Bei Dampflokomotiven insbesondere für Bergstrecken wird die Pumpwirkung der ohnehin mitlaufenden Dampfmaschine als verschleißfrei wirkende Bremse eingesetzt. Eine Bauart ist die Gegendruckbremse nach Niklaus Riggenbach.

## Bremssysteme

Kräfte an einem klotzgebremsten Rad: Klotz- und Belagskraft größer als Brems- bzw. Normalkraft, Letztere zwei gleich groß

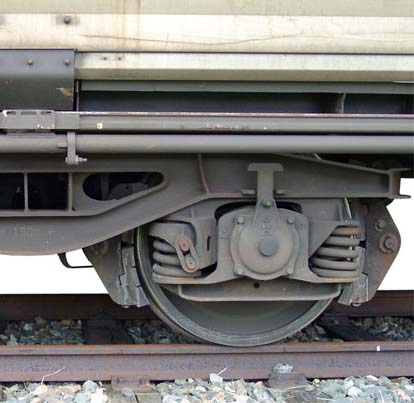
Bremssohlen am Rad eines Bahnfahrzeugs

In der Regel kommen bei Eisenbahnfahrzeugen folgende Bremssysteme zum Einsatz:

### Reibungsbremsen

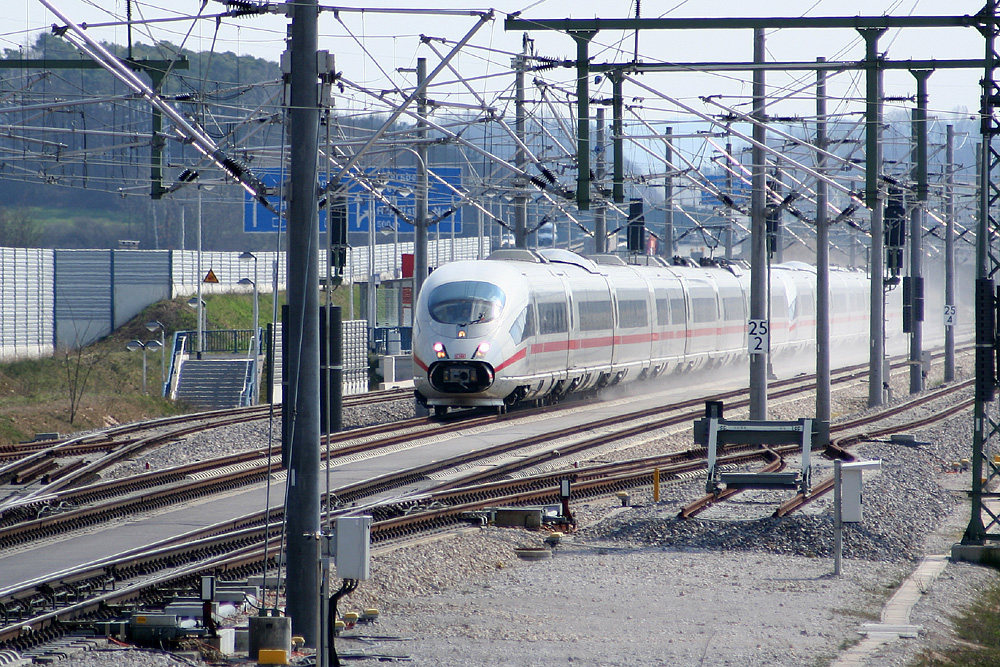
Sanden eines ICE3

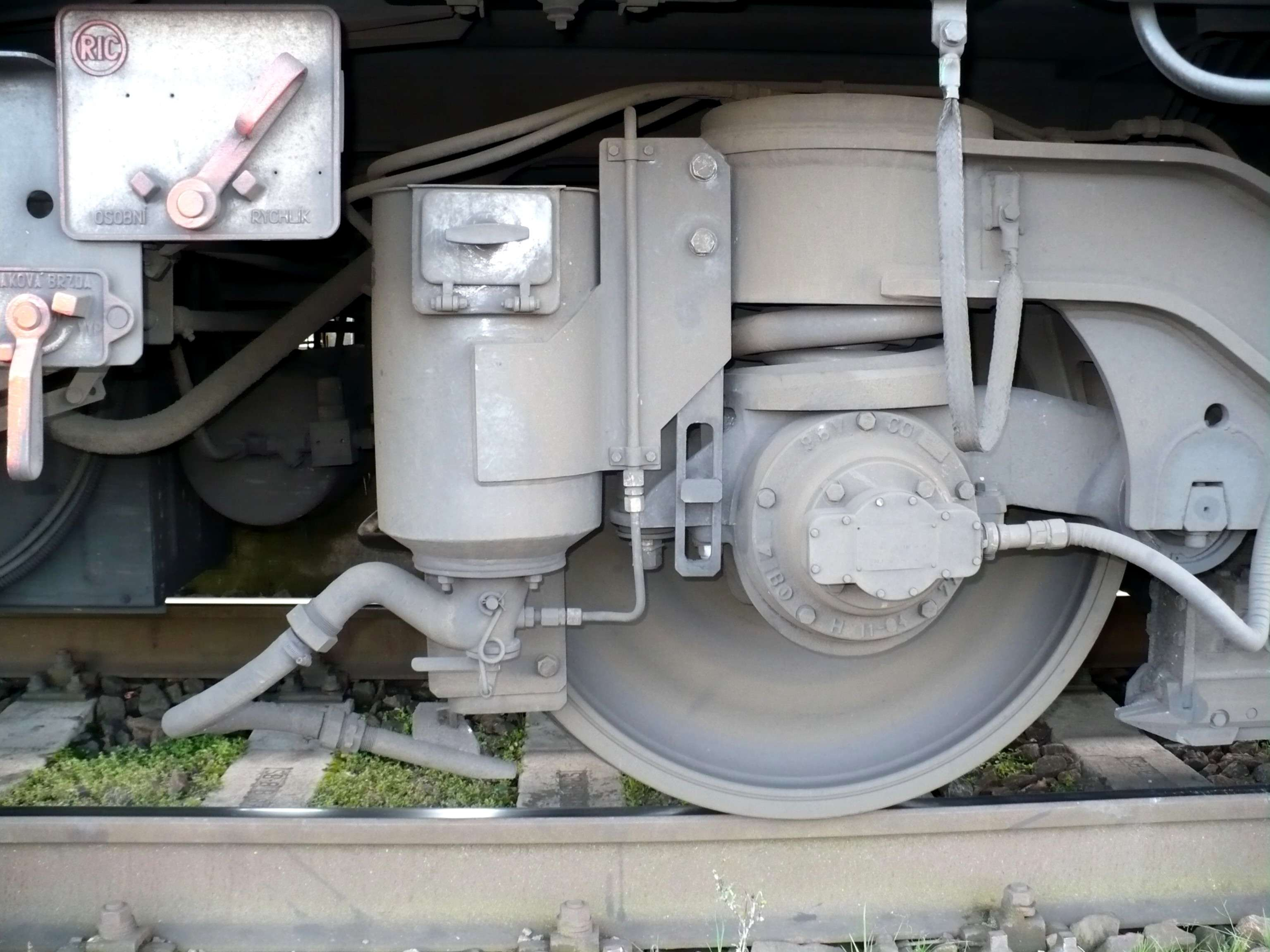
Sandkasten in einem Triebwagendrehgestell

Als Reibungsbremsen werden hauptsächlich Klotz- oder Scheibenbremsen verwendet. Weiter kommen in speziellen Fällen auch Trommelbremsen vor, die als Band- oder Klotzbremse ausgeführt sein können.
Die durch die Bremsklotzkraft am Radreifen entstehende Reibung erzeugt die Reibungskraft (Bremskraft), die am Radumfang tangential angreift und der Drehrichtung des Rades entgegengesetzt ist. Eine gleich große Gegenkraft (Haftkraft, Haftreibungskraft) wird zwischen Rad und Schiene erzeugt, die den Lauf des Fahrzeugs hemmt.
Die vom Bremsklotz auf das Rad wirkende Reibungskraft darf nie größer werden als die vom Rad auf die Schiene übertragbare Haftreibungskraft, sonst kommen die Räder zum Gleiten und es entstehen Flachstellen. Wegen der im Vergleich zu Straßenfahrzeugen geringeren Haftreibung entstehen erheblich längere Bremswege. Der Haftreibungswert zwischen Rad und Schiene ist bei sauberen, trockenen oder vollständig nassen Schienen am größten. Bei beginnendem Regen, bei Nebel, Raureif, auf Bahnübergängen wegen Streusalz, besonders aber bei Laubfall oder Verschmutzung mit Öl, können die Schienen rutschig und der Haftreibungswert sehr klein werden. Gleitschutzvorrichtungen verhindern das Gleiten, allenfalls hilft auch Sanden.

#### Klotzbremse
Die Klotzbremse ist die einfachste und gleichzeitig älteste Bauart der Reibungsbremse. Sie gehört zu den reibwertabhängigen Bremsen. Die Bremskraft wird durch Bremsklötze erzeugt, die gegen die Lauffläche der Räder gedrückt werden. In der Regel werden Klotzbremsen als Druckluftbremsen ausgeführt.
Klotzbremsen sind günstig und leicht, da nur wenige Bauteile benötigt werden. Durch das Bremsen wird die Lauffläche der Räder gereinigt, wodurch die Haftreibung zwischen Rad und Schiene verbessert wird. Nachteilig sind die thermische Belastung der Radsätze und der Reibverschleiß der Radoberfläche sowie die starke Lärmentwicklung klotzgebremster Wagen durch die aufgerauten Radlaufflächen.

#### Schienenbremse

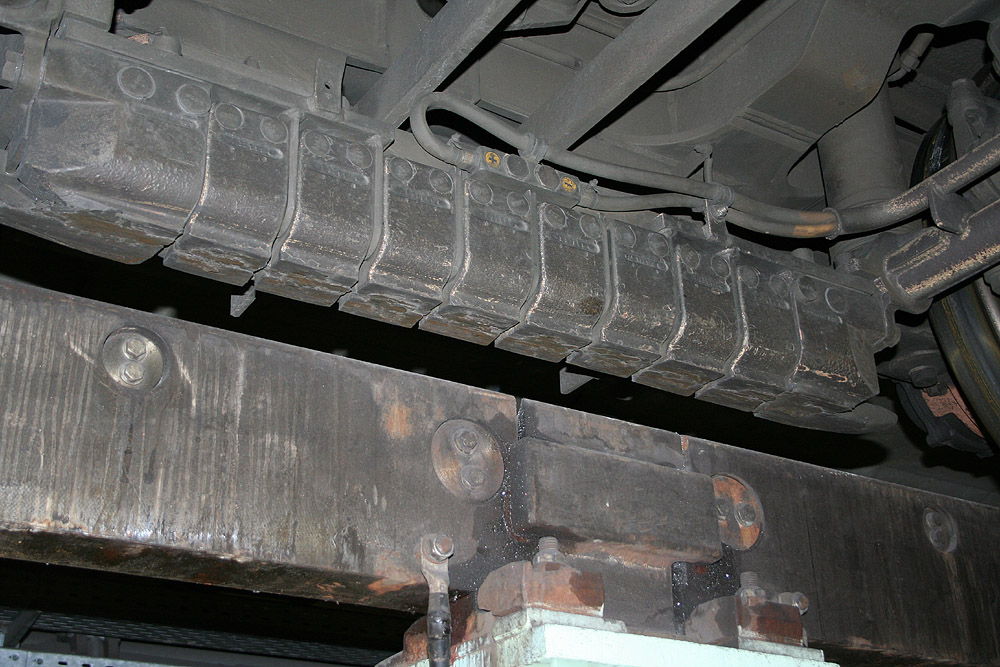
Magnetschienenbremse im Laufdrehgestell eines ICE 1

Bei Schienenbremsen werden Bremsklötze besonderer Formen direkt auf den Schienenkopf oder auf die Schienenseiten gepresst. Damit sind sie nicht, wie die auf die Radsätze wirkenden Bremsen, vom Reibungsverhältnis zwischen Rad und Schiene abhängig.
Es handelt sich in der Regel um Magnetschienenbremsen. Längliche Bremsschuhe werden auf den Schienenkopf abgesenkt und mit Magnetkraft auf ihn gepresst. Um den Verschleiß der Schienen nicht übermäßig zu vergrößern, werden sie i. d. R. nur für Schnellbremsungen benutzt, vor allem bei Straßenbahnen. Eine der ersten Anwendungen der elektrischen Magnetschienenbremse gab es 1933 beim dieselelektrischen Schnelltriebwagen »Fliegender Hamburger«.
Eine andere Art der Schienenbremse ist die vor allem bei Standseilbahnen übliche Zangenbremse, mit den Schienenkopf beiderseits umgreifenden Bremszangen. Bei deren Betätigung werden Bremssohlen kraftschlüssig beidseitig an die Seiten der Schienenköpfe angedrückt und durch Reibwirkung das Fahrzeug abgebremst und zum Stehen gebracht. Damit die Bremswirkung die Wagen nicht anheben kann, werden bei den betreffenden Bahnen in der Regel Keilkopfschienen verwendet.

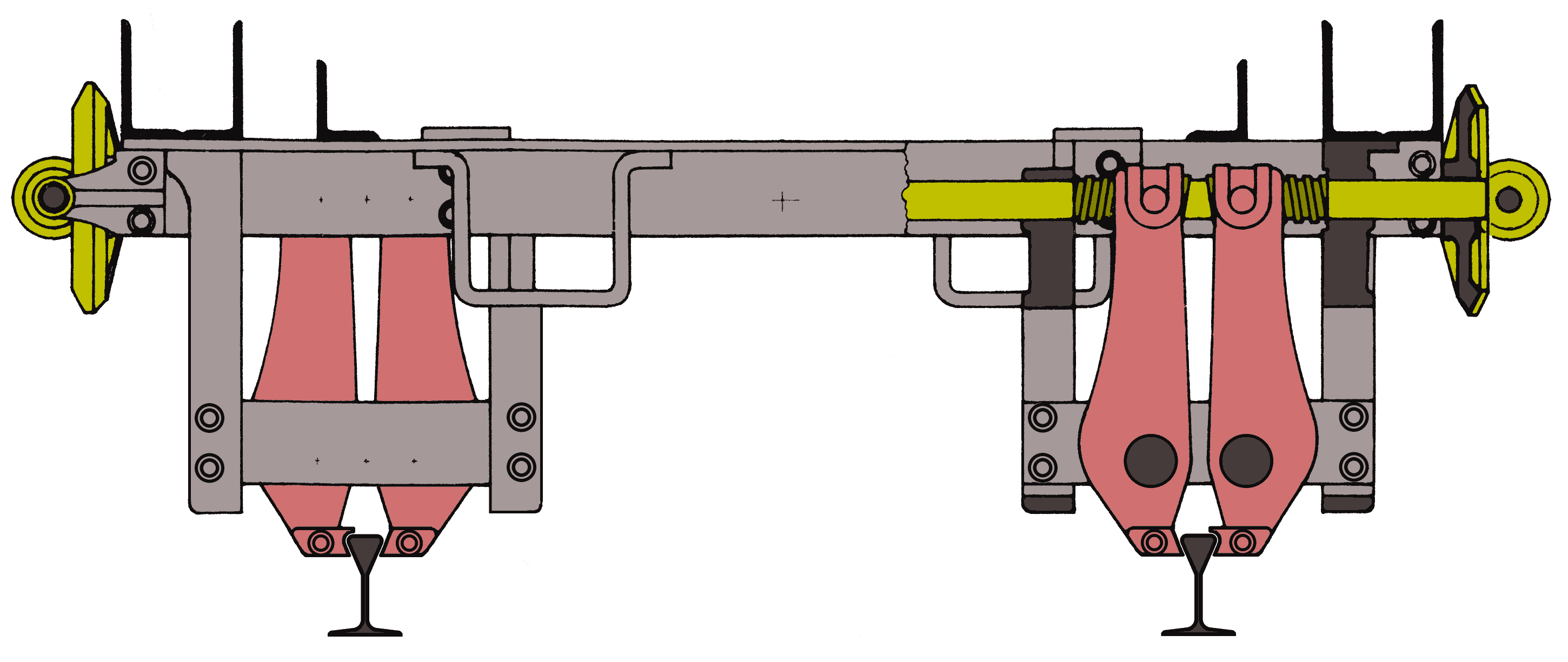
Schema der Zangenbremse

#### Besonderheiten bei der Anwendung Reibungsbremsen

##### Mechanische Bremse
Die meisten Triebfahrzeuge, Reisezug- und einige Güterwagen sind mit einer von Hand zu betätigenden Feststellbremse (Handbremse) ausgerüstet. Diese wirkt direkt (mechanisch) auf das Bremsgestänge des Fahrzeugs. Die Aktivierung einer Feststellbremse bewirkt eine Blockierung der Radumdrehung unabhängig von der pneumatischen Bremse und ist somit geeignet, abgestellte Fahrzeuge gegen unbeabsichtigte Bewegung zu sichern. Eine Festlegung des abgestellten Fahrzeugs ermöglichen nur mechanische Bremsen, da die Haltekraft der Druckluftbremsen aufgrund von unvermeidbaren Undichtigkeiten nachlassen kann. Ein Sichern von Schienenfahrzeugen mit Druckluftbremse ist nur bis zu 60 Minuten nach dem Abstellen zulässig.
Man unterscheidet zwei Bauformen. Die vom Fahrzeug aus bedienbare Handbremse dient einerseits der Sicherung von Fahrzeugen gegen Entlaufen und andererseits dem Regulieren der Geschwindigkeit für bestimmte Rangierbewegungen sowie zum Anhalten von Zügen bei gestörter selbsttätiger Bremse. Sie ist in der Regel als Spindelbremse ausgeführt und wird von einer Bremserbühne oder bei Reisezugwagen aus dem Wageninneren, in der Regel von einem Einstiegsraum aus bedient. Dieses Bremsgewicht ist bei Güterwagen weiß eingerahmt (weiß wie die restliche Bremsanschrift, alternativ schwarz auf weißem oder hellem Untergrund). Handbremsen bei Tendern und Tenderlokomotiven sind oft als Wurfhebelbremse ausgebildet.
Die bodenbedienbare Feststellbremse mit seitlich angebrachten Bedieneinrichtungen ist nur zur Sicherung gegen Wegrollen von abgestellten Wagen geeignet. Sie kann als Handrad oder als Federspeicherbremse ausgeführt sein, die Bedienungsgriffe sind bei Güterwagen rot eingerahmt markiert.
Bei einseitig geneigten Zahnradbahnen wird oft eine richtungsabhängige Klinkenbremse eingebaut. Sie bremst nur bei Talfahrt. Bei der Bergfahrt ist die angezogene Klinkenbremse durch einen Klinkenmechanismus freilaufend und verhindert ein Rückwärtsrollen des Zuges.

##### Schleuderschutz
Der Schleuderschutz dient nicht zur Verringerung der Geschwindigkeit, sondern verhindert durch leichtes Anbremsen das Schleudern der Treibradsätze von Einzelachsantrieben bei schlechten Adhäsionsverhältnissen. Damit diese Bremse richtig wirkt, müssen das rasche Anlegen der Bremsklötze und das sofortige Lösen gewährleistet sein. Dies geschieht mit einem elektropneumatischen Ventil, das durch ein automatisches Steuergerät oder mit einem Druckknopfschalter betätigt wird.

##### Gleitschutzvorrichtung
Die Bremskraft kann in ungünstigen Fällen die vom Rad auf die Schiene übertragbare Haftreibungskraft überschreiten. Dabei besteht die Gefahr, dass die Räder beim Bremsen blockieren. Das führt zu längeren Bremswegen und hat zudem zur Folge, dass die Laufflächen der Räder durch Flachstellen beschädigt werden. Gleitschutzvorrichtungen können ein Gleiten des Rades verhindern.
Die Gleitschutzvorrichtung vergleicht die Drehzahl der Fahrzeugachsen untereinander und gegen Allachsgleiten mit einer virtuellen, aus dem anliegenden Bremsdruck und der möglichen Verzögerung, berechneten Geschwindigkeit. Sobald die Drehzahldifferenz einen bestimmten Wert erreicht, wird der Bremszylinder abgesperrt. Steigt die Drehzahl des Rades nicht an, wird entlüftet. Sobald die Achse wieder die normale Drehzahl erreicht hat, wird die Entlüftung des Bremszylinders unterbrochen und die normale Bremsung setzt wieder ein. Dieser Vorgang findet in Zehntelsekunden statt. Sind die Reibungsverhältnisse sehr schlecht, steigt die Drehzahl eventuell gar nicht wieder an, in diesem Fall wird nach 6 Sekunden der Regelvorgang beendet, und der volle Bremsdruck wieder aufgebaut, auch wenn die Achsen stehen. Damit wird verhindert, dass ein Fahrzeug gar nicht mehr bremst.

### Elektromagnetische und hydrodynamische Bremsen
Elektromagnetische und hydrodynamische Bremsen sind verschleißfrei und unterstützen die Druckluftbremse in ihrer Wirkung. Dabei spielt der Antrieb der Triebfahrzeuge eine konstruktive Rolle. Bei Triebfahrzeugen mit elektrischen Fahrmotoren können diese für elektrodynamische Bremsen genutzt werden, während in Verbrennungsantrieben mit hydraulischer Kraftübertragung hydrodynamische Bremsen vorhanden sein können. Neuerdings finden sich bei Eisenbahnfahrzeugen auch sogenannte Retarder – eine Variante der hydrodynamischen Bremse für antriebslose Achsen. Von historischem Interesse sind die Riggenbach-Gegendruckbremsen bei Dampflokomotiven.

#### Elektromagnetische Bremsen

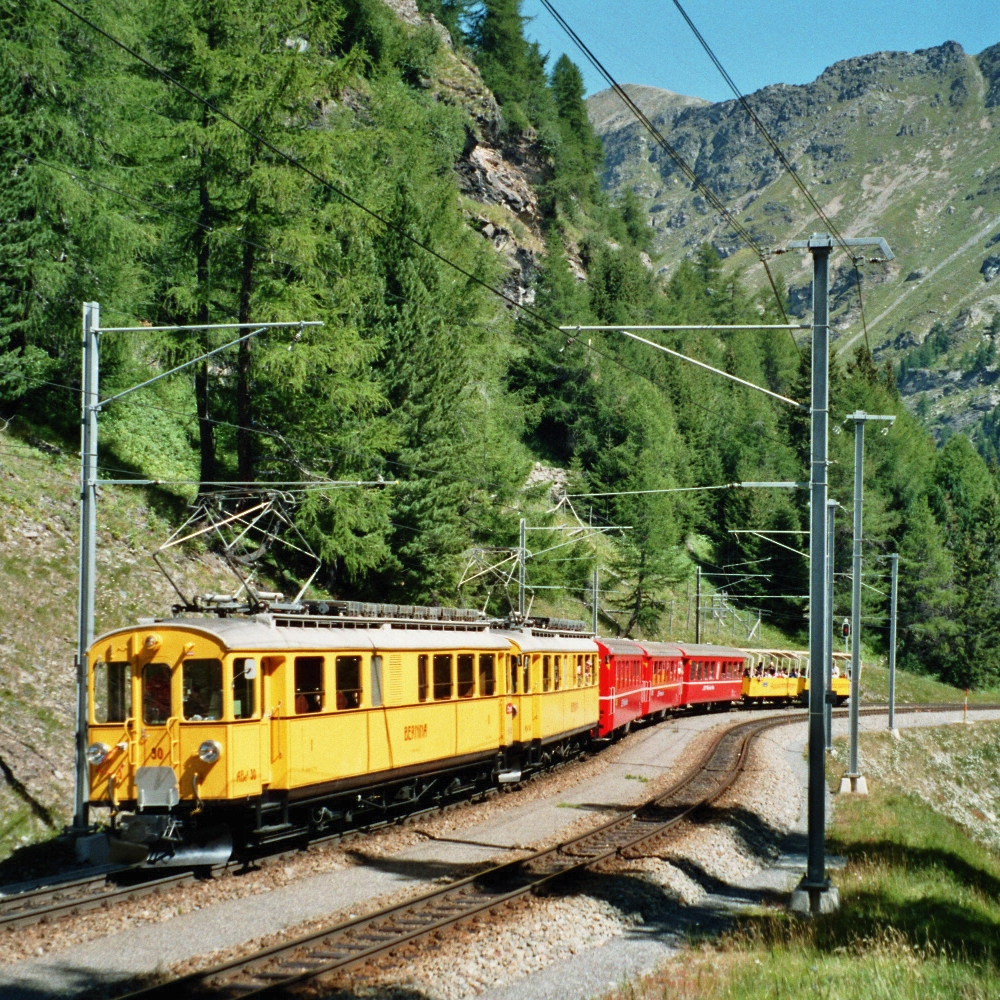
Triebwagen ABe 4/4 I der Rhätischen Bahn. In den Bremswiderständen auf dem Dach der Triebwagen wird die durch die elektrische Bremse erzeugte Energie in Wärme umgewandelt.

Das Prinzip der elektromagnetischen Induktion kommt bei der Verwendung des elektrischen Antriebsmotors als Generator (Elektrodynamische Bremse) und der Induktion von Wirbelströmen z. B. in den Schienen (Wirbelstrom-Bremse) zur Anwendung.
  a) Elektrodynamische Bremse
Bei der elektrodynamischen Bremse, in der Schweiz Elektrische Bremse, wirken die Fahrmotoren der Triebfahrzeuge als Generatoren. Die dadurch gewonnene elektrische Energie wird bei der Nutzstrombremse ins Fahrleitungsnetz zurückgespeist, bei der Widerstandsbremse über Widerstände in Wärmeenergie umgewandelt. Es ist möglich, beide Betriebsarten zu kombinieren. Ist das Fahrleitungsnetz aufnahmefähig, wird der Bremsstrom in diesem Fall zurückgespeist. Anderenfalls wird er auf die Bremswiderstände geschaltet. Die elektrodynamische Bremse dient dem verschleißarmen Regulieren und Vermindern der Geschwindigkeit auch auf Gefällestrecken, in gewissen Fällen bis zum Halt.
Elektrodynamische Bremsen können an elektrisch und dieselelektrisch betriebenen Triebfahrzeugen eingesetzt werden. Bei dieselhydraulisch betriebenen Triebfahrzeugen fehlt für eine elektromotorische Bremse der elektrische Fahrmotor für einen Generatorbetrieb.
Elektrodynamische Bremsen werden meist als Zusatzbremse eingesetzt. Üblicherweise ist dabei eine Druckluftbremse das Hauptbremssystem, weil diese im Gegensatz zur elektrischen Bremse eine Abbremsung bis zum Stillstand und nicht nur bis nahe Null erlaubt. Solange die dynamische Bremse ausreichend Bremsleistung erzeugt, wird die Druckluftbremse nur vorgesteuert, aber nicht angelegt. In der Notbremsberechnung dürfen nur Bremsen berücksichtigt werden, die unabhängig von der Fahrleitung oder Energieerzeugung sind. Das schließt alle nur in die Fahrleitung rückspeisenden oder durch Fremdstrom erregte Bremsen aus.
  b) Wirbelstrombremse

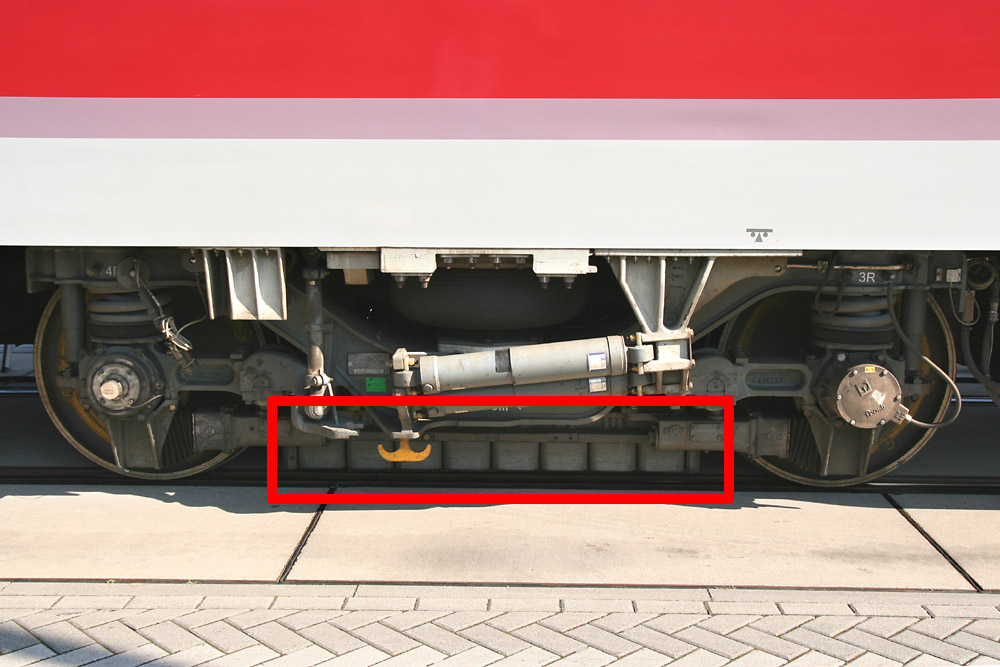
Wirbelstrombremse im Drehgestell des ICE S, wie es auch im ICE 3 eingesetzt wird. Die Bremsmagneten sind rot umrandet.

Eine Wirbelstrombremse kommt bei den ICE 3 der Deutschen Bahn zum Einsatz. Die Vorteile bei diesem Bremssystem sind, dass die Wirbelstrombremsen unabhängig vom Rad-Schiene-Kraftschluss und damit witterungsunabhängig sind (sogenannte haftwertunabhängige Bremse) und dass sie ihre Bremskraft berührungslos und sehr genau steuerbar auf den Schienenkopf leiten, was einen verschleißfreien Betrieb ermöglicht. Damit verbunden besteht zudem die Möglichkeit, den Zug auf langen Gefällstrecken sicher zu kontrollieren, da – im Gegensatz zu Klotz-, Scheiben- oder Magnetschienenbremsen – eine Überhitzung der Bremse nicht zu befürchten ist. Jedoch kann auf diese Bremssysteme nicht gänzlich verzichtet werden, da die Bremskraft der Wirbelstrombremse geschwindigkeitsabhängig ist und das Fahrzeug mit ihr allein nicht rechtzeitig zum Stehen gebracht werden kann. Weitere Probleme bringen die starken Induktionsströme, die die Schienen aufheizen und den Betreiber dazu zwingen, die Temperatur der Schienen zu überwachen, um eine Verschiebung in der Gleislage durch übermäßige Erhitzung zu verhindern, sowie die entstehenden starken Magnetfelder, die die Signale am Streckenrand stören können.
Bei der rotierenden Wirbelstrombremse werden Ströme nicht wie oben in der Schiene induziert, sondern rotierenden Scheiben, welche die Achsen des Fahrzeugs bremsen. Diese Bremse wird zurzeit nur in Versuchsfahrzeugen eingesetzt.

#### Hydrodynamische Bremse
Triebfahrzeuge mit hydraulischer Kraftübertragung bieten sich für den Einbau einer hydraulischen Bremse an. Hierzu wird eine zusätzliche hydraulische Kupplung im Strömungsgetriebe eingebaut, deren Turbinenrad fest mit dem Gehäuse verbunden ist. Das Pumpenrad wird von den Radsätzen angetrieben (Bremskupplung, Retarder). Die Bremskraft kann durch die Füllung der Kupplung mit Öl geregelt werden. Die Kupplung wird folglich mit 100 % Schlupf betrieben, wodurch eine hohe Wärmemenge über die Kühlanlage der Lokomotive abgeführt werden muss. Die Leistungsfähigkeit der Kühlanlage begrenzt daher meist auch die Maximalleistung der hydraulischen Bremse.
Eine weitere Möglichkeit bietet die Verwendung von sogenannten Turbowendegetrieben, die für jede Fahrtrichtung eigene hydraulische Kreisläufe verwenden. Hier können die Kreisläufe der Gegenrichtung zum Bremsen verwendet werden. Nachteilig im Vergleich zur Bremskupplung ist der erhöhte Kraftstoffverbrauch, da der Motor die Bremskraft erzeugen muss.

### Zahnradbremsen

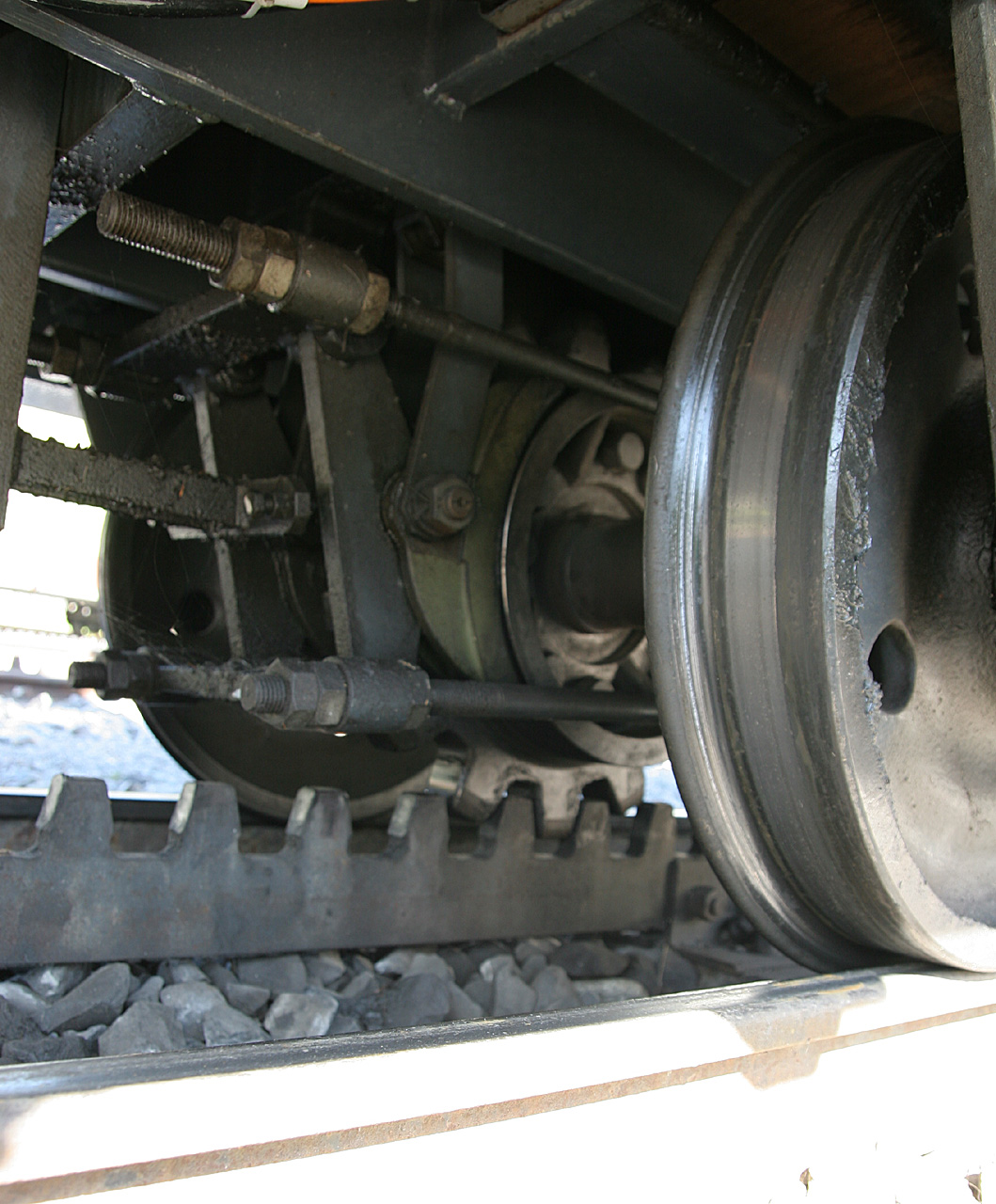
Bremszahnrad eines Wagens der Wengernalpbahn

Bei Zahnradbahnen ist ein sicheres Anhalten nur mit Reibungs- oder Magnetschienenbremsen nicht möglich. Die Fahrzeuge dieser Bahnen sind darum mit Zahnradbremsen ausgerüstet. Dabei handelt es sich um gebremste Zahnräder, die in die Zahnstange eingreifen. Als Zahnradbremsen kommen mechanische Bremsen zum Einsatz. Bei Triebfahrzeugen ist die Zahnradbremse oft auch als Widerstands- oder Nutzstrombremse ausgeführt.
→ Siehe Abschnitte Bremsen und Selbsterregte Beharrungsbremse für Umrichterfahrzeuge im Artikel Zahnradbahn

### Nachbremse
Schienentraktoren ohne indirekt wirkende Druckluftbremse sind in der Schweiz mit einer Nachbremse (N) ausgerüstet. Sie können damit beim Schleppen gebremst werden. Bei einer Betriebs- oder Vollbremsung spricht die Nachbremse nicht an. Die Nachbremse bewirkt, dass die Luftbremse eines an die Hauptluftleitung angeschlossenen Traktors zum Ansprechen kommt, wenn der Druck in der Hauptluftleitung auf ca. 2,5 bar abgesenkt wird. Bei der Erhöhung des Hauptluftleitungsdrucks auf den Wert einer Vollbremsung löst die Nachbremse.
Weil bei den Re 460 der SBB die indirekt wirkende Druckluftbremse beim Schleppen nicht wirksam ist, wurden die Lokomotiven mit einer Nachbremse ausgerüstet, wie man sie bisher bei Traktoren kannte.
Für das Befahren von Zahnstangenstrecken können Wagen von gemischten Zahnrad-/Adhäsionsbahnen mit einer Adhäsions- und einer verzögert wirkenden Zahnradbremse ausgerüstet sein. Bei einer mäßigen Absenkung des Vakuums (bis 25 cm Hg) bzw. des Luftdrucks in der Hauptluftleitung spricht nur die Adhäsionsbremse an. Das genügt zum Einhalten der Geschwindigkeit bei Talfahrt. Eine stärkere Absenkung des Vakuums (ab 24 cm Hg) bzw. des Druck in der Hauptluftleitung bewirkt, dass zusätzlich auch die Zahnradbremse anspricht.

## Heutige Betriebserfordernisse

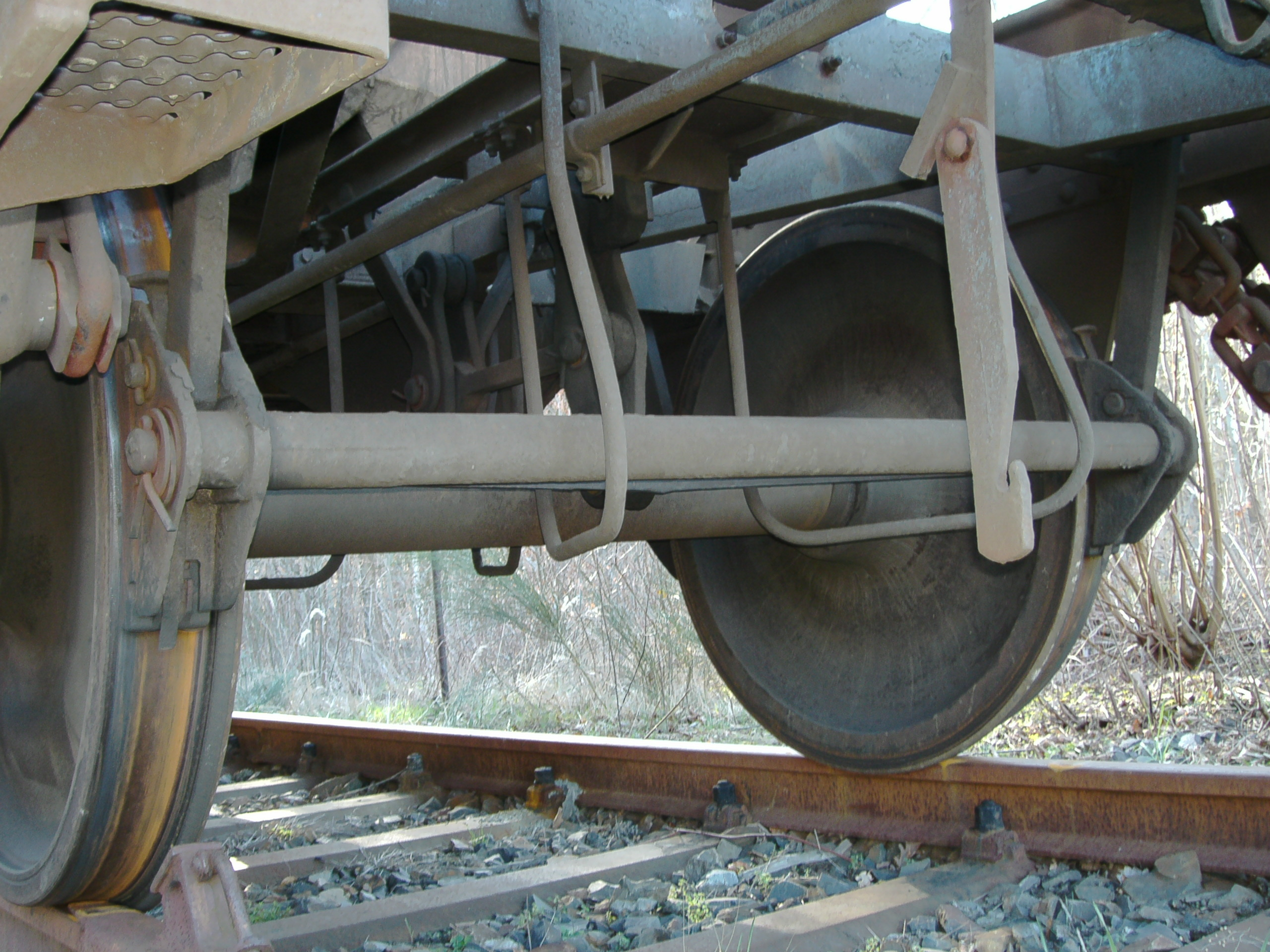
Bremse eines Selbstentladewagens

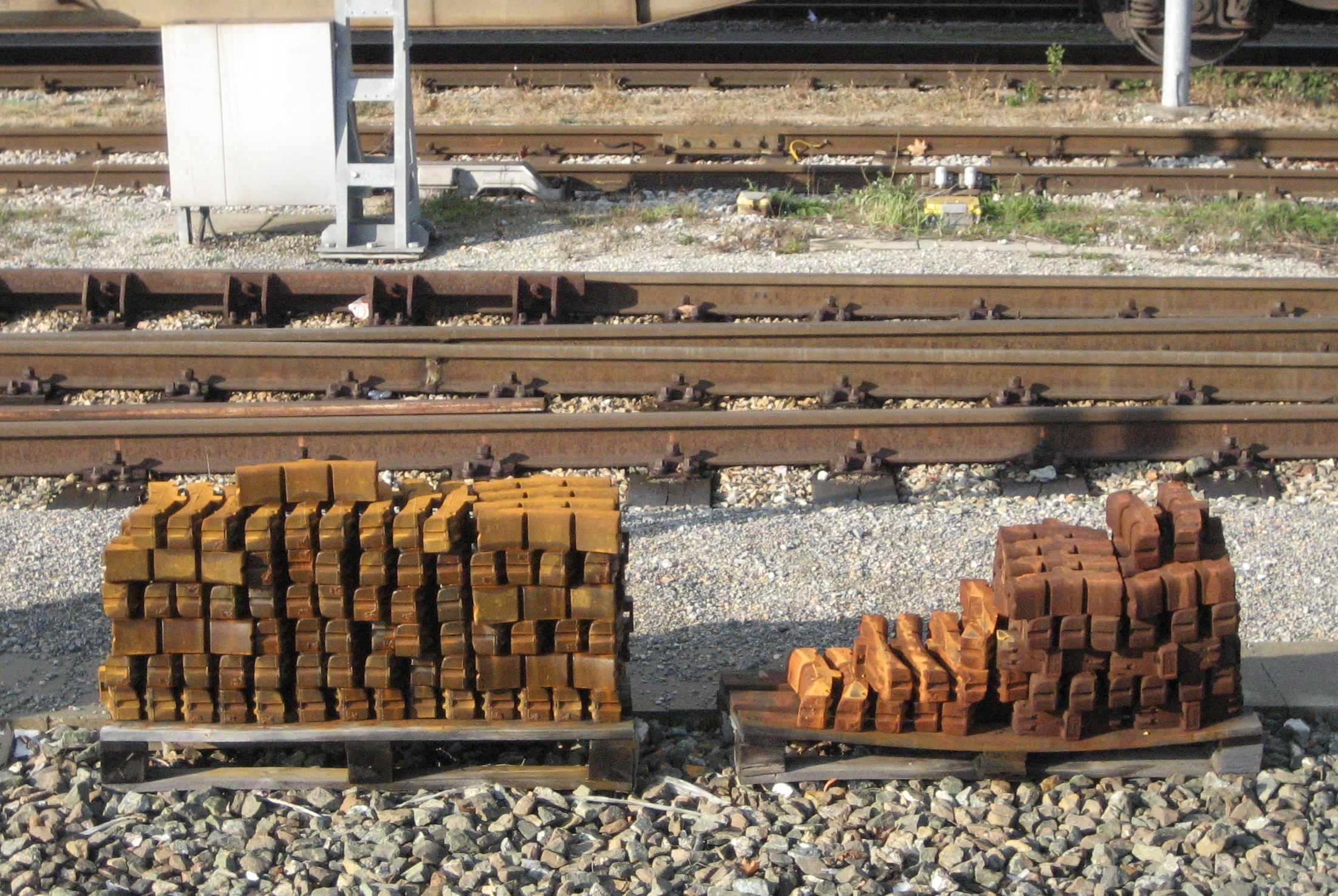
Bremssohlen

Mit Einführung der Eisenbahn-Bau- und Betriebsordnung wurde 1967 vorgeschrieben, dass alle Fahrzeuge – ausgenommen Kleinlokomotiven und Leitungswagen – mit durchgehender selbsttätiger Bremse auszurüsten sind.
Heute müssen Züge mit einer Höchstgeschwindigkeit von mehr als 50 km/h mit einer durchgehenden und selbsttätigen Bremse ausgestattet sein. Durchgehend bedeutet, dass die Bremsen aller Fahrzeuge eines Zuges zentral von einer Stelle aus bedient werden können. Als selbsttätig gilt eine Bremse, wenn bei einer Trennung der Bremsleitung der Zug oder beide Zugteile automatisch bis zum Stillstand abbremsen.
Weitere Betriebsanforderungen sind:
- Kompatibilität mit den Bremssystemen anderer Bahnen,
- Verteilung der Bremskraft auf den ganzen Zug,
- Bremskraftregulierung nach Zuggewicht,
- hohe und kontinuierlich verfügbare Bremsleistung.

### Stauchungen und Zerrungen
Eine Besonderheit von Eisenbahnzügen ist es, dass am Ende eines Zuges eine angemessene Bremskraft vorhanden sein muss, um ein Stauchen oder Zerren des Zuges zu vermeiden und einen Stillstand des Zuges bei einer Zugtrennung sicherzustellen.
Gestaucht wird ein Zug, wenn der hintere Zugteil ungebremst gegen den vorderen, bereits gebremsten Zugteil geschoben wird und so den Zug zusammendrückt. Dies tritt wegen der Durchschlagszeit insbesondere bei langen Zügen mit Druckluftbremsen auf, deren Bremse zentral von einem Führerstand aus gesteuert wird. Der vom Führerstand ausgelöste Luftdruckunterschied wandert mit einer endlichen Geschwindigkeit nach hinten durch den Zugverband, so dass Fahrzeuge an der Zugspitze früher einbremsen als Fahrzeuge am Zugende.
Eine Zerrung im Zug entsteht, wenn der hintere Zugteil früher bremst als der ungebremste vordere Zugteil oder noch bremst, während der vordere Zugteil nicht mehr bremst. In diesem Fall können die auftretenden Kräfte in Längsrichtung des Zuges größer sein, als die Zug- und Stoßeinrichtungen aufnehmen können. Die Folge ist eine Zugtrennung, die eine Gefahr für nachfolgende Züge darstellt.

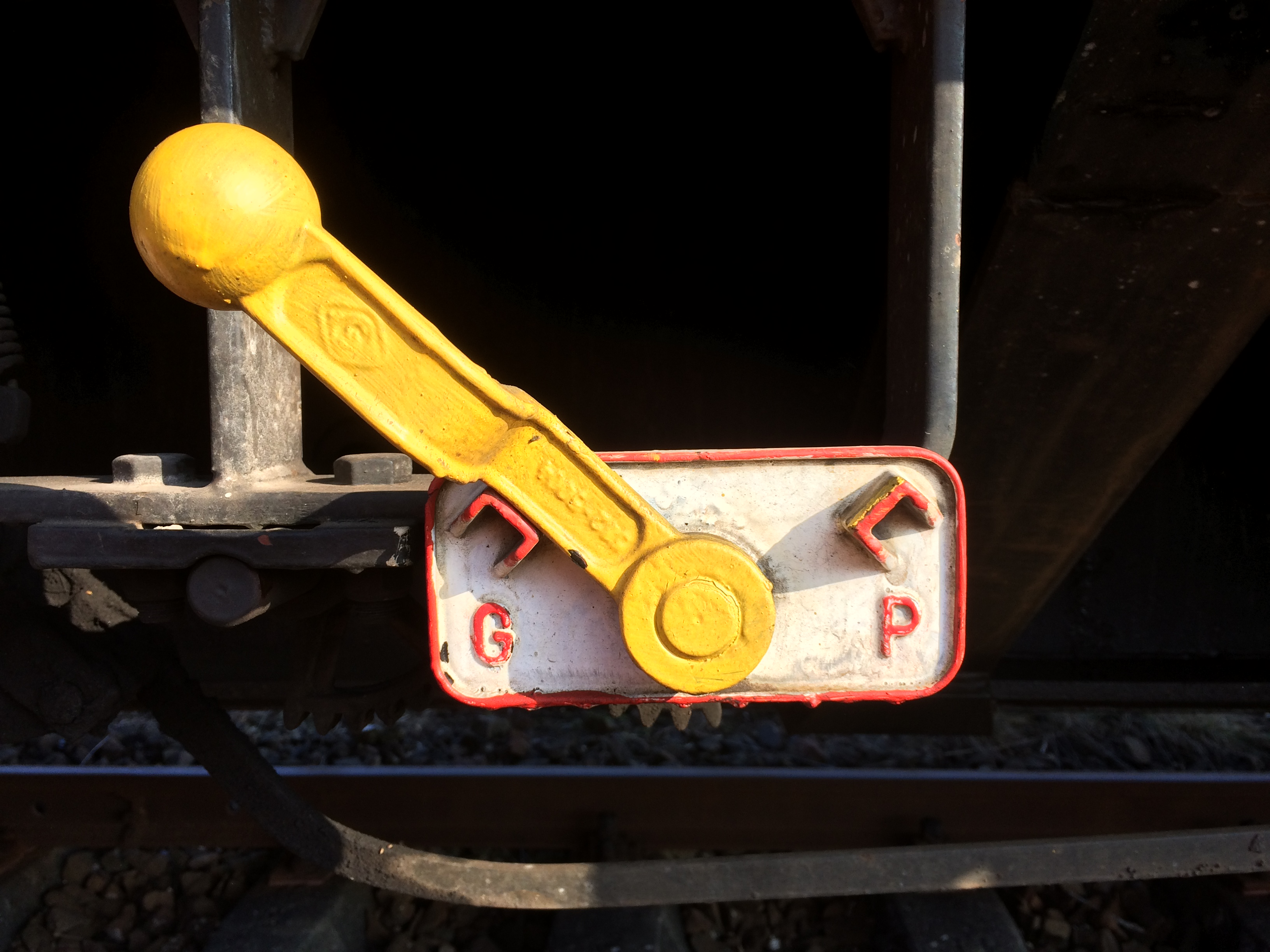
Bremsstellungswechsel (Bremsstellung G oder P) eines Güterwagens mit eingestellter Bremsstellung G.

Um das Problem von Stauchungen und Zerrungen im Zugverband in der Praxis zu beherrschen, kann an den vielen Eisenbahnfahrzeugen durch Umstelleinrichtungen die Anlege- und Lösezeit der jeweiligen Bremse verändert werden.
| Charakteristik  | Anlegezeit         | Lösezeit           | Bremsstellungen |
| --------------- | ------------------ | ------------------ | --------------- |
| langsam wirkend | 18 bis 30 Sekunden | 45 bis 60 Sekunden | G               |
| schnell wirkend | 3 bis 5 Sekunden   | 15 bis 20 Sekunden | P, P2, R        |

Die einzustellende Bremsstellung ergibt sich aus dem Fahrplan und dem jeweiligen betrieblichen Regelwerk. An Güterzügen wird bzw. werden in der Regel bei einem Wagenzuggewicht von mehr als 800 t das Triebfahrzeug an der Spitze in der Bremsstellung G und bei einem Wagenzuggewicht von mehr als 1200 t zusätzlich die folgenden fünf Fahrzeuge in der Bremsstellung G gestellt.

### Schiebelokomotiven
Auf Strecken mit großen Steigungen kann es notwendig sein, dass besonders schwere Züge (beispielsweise Kohle- oder Erzzüge) mit zusätzlichen Lokomotiven geschoben werden müssen. Dies wird mit Hilfe so genannter Schiebelokomotiven bewerkstelligt, die zwar zusätzliche Antriebsleistungen bringen, aber nicht unbedingt zur Bremswirkung beitragen. Eine zusätzliche Bremswirkung der Druckluftbremse hängt davon ab, ob die Schiebelokomotive an die Hauptluftleitung gekuppelt ist. Auf der Talfahrt bei Gebirgsbahnen kommt die elektrische Bremse der Schiebelokomotive zum Einsatz. Sie trägt verschleißfrei zur Bremsleistung des Zuges bei und der Zug bleibt gestreckt.

### Sicherheitsbremse
Die Sicherheitsbremse ist von der Reibung zwischen Rad und Schiene unabhängig. Als Sicherheitsbremsen gelten unter anderem Schienen- und Zahnradbremsen.
Sicherheitsbremsen sind in der Schweiz vorgeschrieben zum Befahren von Strecken mit mehr als 60 ‰ Neigung und bei Straßenbahnen, wenn die Geschwindigkeit nicht angemessen reduziert ist.

### Fahrzeuge mit Bremsrechner

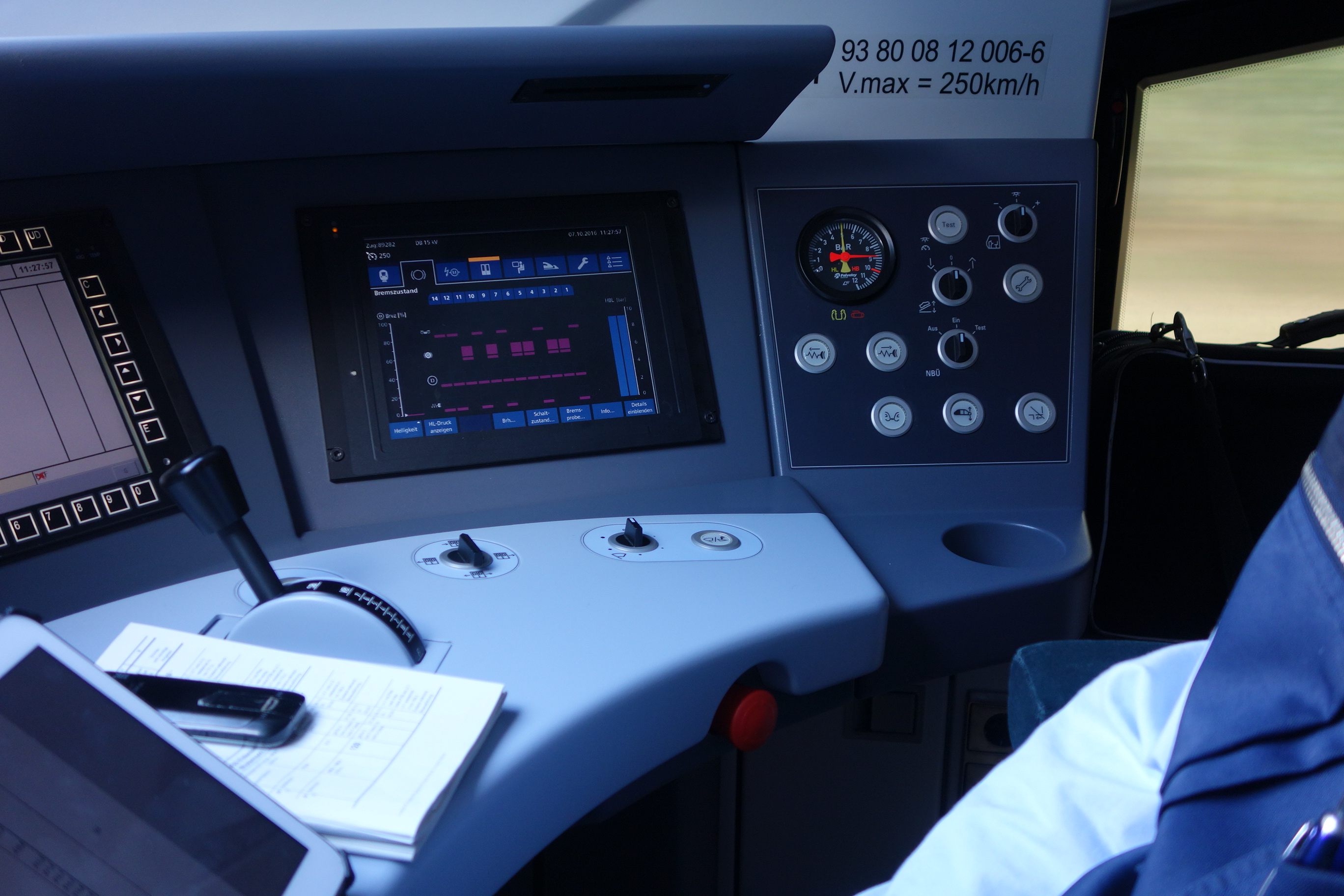
Bremshebel im ICE 4, dahinter die Diagnoseanzeige der verschiedenen Bremssysteme und das Manometer

Bei modernen Triebfahrzeugen und Steuerwagen ist die Steuerung der Bremssysteme in die Leittechnik integriert. Die Bedienungselemente im Führerraum steuern über den Datenbus und das Fahrzeugleitgerät einen Rechner und dieser die Druckluftbremse. Eine Schnellbremsung kann in jedem Fall direkt durch Öffnen der Hauptluftleitung mit einem Nothahn oder einem Notbremsventil unter Umgehung des Rechners ausgeführt werden.

## Fristarbeiten an Bremsen
Als sicherheitsrelevante Bauteile sind Bremsen an Schienenfahrzeugen regelmäßig zu überprüfen und instand zu halten. Diese Arbeiten sind durch speziell qualifiziertes Personal („Bremsschlosser“) durchzuführen. Für den Bereich der nichtbundeseigenen Eisenbahnen in Deutschland gelten die Regelungen der VDV-Schrift 885 (Instandhaltungsleitfaden Bremsen und Druckluftbehälter bei den NE-Bahnen – IBD-NE) als Anerkannte Regeln der Technik. Für den Bereich der Deutschen Bahn AG bestehen Regelwerke mit ähnlichem Inhalt.
Die IBD-NE sieht derzeit vier Arten von Bremsrevisionen vor (verkürzte Darstellung):
| Bremsrevision | Turnus                                                                                           | Arbeitsumfang |
| ------------- | ------------------------------------------------------------------------------------------------ | --- |
| Br 0          | bei Bedarf                                                                                       | Funktions- und Dichtheitsprüfung. Eine Br 0 ist auszuführen, nachdem bei Arbeiten am Fahrzeug die Bremsanlage berührt wurde, zum Beispiel durch Abheben des Wagenkastens, Radsatzbearbeitung oder Austausch von Bremsbauteilen. |
| Br 1          | 1 Jahr nach der letzten Br 1, 2 oder 3 bei Güterwagen alle 2 Jahre                               | Besichtigung auf Zustand und einwandfreies Wirken, ggfs. Bedarfsinstandsetzung |
| Br 2          | 4 Jahre nach letzter Br 2 oder 3 bei Güterwagen im Wechsel mit Br 3 anlässlich Hauptuntersuchung | Besichtigung auf Zustand und einwandfreies Wirken, dabei auch Besichtigung der Druckluftbehälter und teilweise Zerlegung der Bremsanlage.                                                                                       |
| Br 3          | bei der Hauptuntersuchung des Fahrzeugs                                                          | Bremsgestänge zerlegen, Bremsbauteile aufarbeiten oder tauschen, Sicherheitsventile prüfen, Leitungen ausblasen, Druckbehälter prüfen.                                                                                          |